# Tuwemacho
Tuwemacho ist ein Verwaltungsbezirk (Ward) des Distrikts Tunduru in der tansanischen Region Ruvuma.

## Geografie
Tuwemacho liegt im Süden von Tansania etwa 15 Kilometer Luftlinie südlich der Distrikthauptstadt Tunduru. Der Bezirk grenzt im Norden an Mchangani und Mchuluka, im Nordosten an Ligoma, im Osten an Namasakata, im Südwesten an Mtina und im Nordwesten an Mlingoti Magharibi. Bei der Volkszählung 2022 lebten 10.251 Menschen in 2838 Haushalten auf einer Fläche von 217 Quadratkilometern.

## Gliederung
Der Bezirk besteht aus vier Gemeinden (Mtaa) mit 47 Orten (Kitongoji):
| Tuwemacho - Chilonji - Shuleni - Uzunguni - Msikitini - Soweto - Maputo - Rahaleo - Mabatini - Mandala - Mjini - Mnazimmoja - Mafya - Sengenyeni - Moroko - Mansese - Gine | Chemchem - Misufini - Msikitini - Majengo - Mwembechai - Mikoroshoni - Jangwani - Magomeni | Namasalau - Misufini - Mpembu - Chapazi - Mkwanya - Patala - Jilam A - Jilam B - Mpotola - Namanguni - Mbuge - Msinjewe - Shuleni - Tumaini - Mdingula - Namasimba | Nasya - Godown - Malole - Chilombe A - Chilombe B - Chilonji - Mputa - Mkajango - Michelenje - Ngwanga |

## Wirtschaft und Infrastruktur
- Gesundheit: In den Gemeinden Tuwemacho[8] und Namasalau[9] befindet sich je eine staatliche Apotheke.